# Барбара Морган
Барбара Рединг Морган (на английски: Barbara Radding Morgan) e американска астронавтка, летяла в космоса веднъж, по програмата „Учител в космоса“.

## Образование
Барбара Р. Морган завършва колежа Хувър през 1969 г. През 1973 г. завършва Станфордския университет в Пало Алто, Калифорния, с бакалавърска степен по биология. През март 2003 г. получава диплом „технически клас“ за радиолюбител.

## Служба в НАСА
Избрана е за астронавт от НАСА на 19 юли 1985 г. като член на проекта „Учител в космоса“. Селекцията е извършена между 11000 кандидати. След приключване на съкратен курс на обучение е включена в екипажа на мисия STS-51L, като дубльор на Криста Маколиф. Поради катастрофата с Чалънджър, проекта „Учител в космоса“ е отменен през 1990 г. Б. Морган остава на работа в НАСА, в научния департамент на агенцията. През януари 1998 г., 12 години след смъртта на Криста Маколиф, Морган е реселектирана в Астронавтска група №17. През август същата година започва повторното и обучение в космическия център Линдън Джонсън, Хюстън, Тексас. Този път тя завършва пълния двегодишен курс на подготовка за специалист по полезния товар на космическата совалка. През 2003 г. получава назначение в екипажа на мисия STS-118. Поради катастрофата на совалката Колумбия, мисията STS-118 (както и всички преди нея) е отложена за неопределено време. Полетът на Барбара Морган става факт през август 2007 г., цели 22 години след селекцията и по програмата „Учител в космоса“. На 28 юни 2008 г. напуска НАСА и започва работа като преподавател.

## Полет
Б. Р. Морган лети в космоса като член на екипажа на мисия STS-118:
| Космически полет на Барбара Рединг Морган                        | Космически полет на Барбара Рединг Морган | Космически полет на Барбара Рединг Морган | Космически полет на Барбара Рединг Морган | Космически полет на Барбара Рединг Морган | Космически полет на Барбара Рединг Морган | Космически полет на Барбара Рединг Морган |
| №                                                                | Дата                                      | КК                                        | Емблема на мисията                        | Функции                                   | Продължителност                           |                                           |
| ---------------------------------------------------------------- | ----------------------------------------- | ----------------------------------------- | ----------------------------------------- | ----------------------------------------- | ----------------------------------------- | ----------------------------------------- |
| 1                                                                | 8 август 2007                             | „Индевър“, мисия STS-118                  |                                           | Специалист на мисията                     | 12 денонощия 17 часа 55 мин. 34 сек.      |                                           |
| Сумарно време в космоса – 12 денонощия 17 часа 55 минути 34 сек. |                                           |                                           |                                           |                                           |                                           |                                           |

## Награди
- Медал на НАСА за участие в космически полет (2007).
- Научна награда „Адлер“ за дейност в космоса (2008).

## Личен живот
Барбара Морган е омъжена и има двама сина. Хобитата и са класическа музика, джаз, плуване и ски.